# Cấm rượu ở Hoa Kỳ
Thời kỳ cấm rượu ở Hoa Kỳ là một lệnh cấm toàn quốc về việc bán, sản xuất, nhập khẩu, vận chuyển các đồ uống có cồn giai đoạn 1920-1933.
Mục đích của luật cấm rượu là muốn tạo một xã hội không bị ảnh hưởng bởi những tệ nạn do rượu gây ra. Tuy nhiên, việc cấm rượu đã dẫn tới việc giá rượu tăng cao và buôn bán rượu mang lại lợi nhuận lớn, các băng nhóm mafia buôn lậu rượu, rượu được nhập lậu vào Hoa Kỳ từ một số quốc gia trong khu vực châu Mỹ. Những người buôn rượu lậu bắt đầu đưa rượu vào Hoa Kỳ qua các đường biên giới Canada và Mexico, và dọc theo đường biển. 
Rượu được vận chuyển đến Hoa Kỳ bằng đường biển đến từ các đảo quốc như Bahamas, Cuba, các đảo thuộc Pháp như St. Pierre và Miquelon ngoài khơi Canada.